# Antônio Silva
Antonio Carlos da Silva (24 augustus 1952) is een Braziliaans voetbaltrainer.

## Carrière
In 1995 werd hij bij Yokohama Flügels assistent-trainer, onder trainer Bunji Kimura. In mei nam hij het roer over van de opgestapte Kimura als trainer. Na afloop van het seizoen 1995 werd Silva opgevolgd door Otacílio Gonçalves. 